# Студенческие демонстрации в Ташкенте (1992)
Студенческие волнения в январе 1992 года в Ташкенте — стихийные волнения, произошедшие в январе 1992 года в студенческом городке Ташкентского государственного университета (ныне – НУУз) в столице Узбекистана, вызванные резким подорожанием продуктов питания, в первую очередь хлеба, в которых приняло участие несколько тысяч человек, проживавших в общежитиях студенческого городка ТашГУ и Ташкентского политехнического института (ныне – ТГТУ). 
Эти студенческие волнения были жестко подавлены милицией и силами внутренних войск Узбекистана. Пострадавшие имелись как со стороны студентов, так и со стороны милиции и внутренних войск. Эти события освещались в газетах «Экспресс хроника» и «Независимая газета», издававшихся в Москве, а также информационными агентствами «Франс-Пресс» и «Рейтер».

## Хронология событий
События начались 16—17 января 1992 года. После резкого возрастания цены на хлеб были введены купоны (карточки) на покупку хлеба, и многие студенты, не успев получить купоны, не могли, начиная с 16 января купить в магазине хлеб. Это вызвало стихийные митинги большого числа студентов у магазина, прибывшая на место милиция потребовала у участников стихийного митинга разойтись, а некоторых наиболее активных забрали в милицию. В ответ студенты стали кидать в милиционеров камнями, а милиционеры производили предупредительные выстрелы в воздух. Затем милиция стала стрелять по толпе, и двое студентов получили смертельные ранения.
Утром 17 января начался стихийный митинг протеста. Митинговавшие требовали отпустить арестованных накануне студентов и создать комиссию по расследованию произошедшего. Несколько раз митинговавшие студенты пытались пройти маршем протеста по центру Ташкента, но оцепившая студенческий городок милиция не дала этого сделать. Активное участие в протестных действиях студентов принимали активисты общественного движения «Бирлик».
С утра 17 января к митингующим студентам приехали Генеральный прокурор Буритош Мустафаев и Хоким Ташкента Адхамбек Фозилбеков. Прокурор обещал митингующим, что будет проведено расследование по факту смерти студентов и применения милицией огнестрельного оружия. Один из лидеров «Бирлика» Мухаммад Солих, выставлявший свою кандидатуру на прошедших незадолго до этого выборах президента Узбекистана, также присутствовавший на митинге сказал, что парламент республики создаст комиссию по расследованию произошедшего. Но митингующие, настроенные к тому моменту крайне агрессивно, уже не желали никого слушать. Вечером милиция разогнала студенческий митинг и стала избивать студентов дубинками.
Начиная с 18 января власти стали в принудительном порядке отправлять студентов, живших в общежитиях, «на каникулы» по месту жительства. Затем было решено, что большинство из них будет вместо учебы в Ташкентском университете продолжать своё образование в областных центрах Узбекистана. Для этого областные пединституты превратили в университеты, а также открыли новые вузы, филиалы и учебные центры Ташкентских ВУЗов в областных центрах.